# Deutsche Botschaft Brazzaville
Die Deutsche Botschaft Brazzaville ist die offizielle diplomatische Vertretung der Bundesrepublik Deutschland in der Republik Kongo.

## Lage und Gebäude
Die Botschaft befindet sich in der großzügigen Liegenschaft der zentral gelegenen Botschaft Frankreichs. Die Anschrift lautet: Rue Alfassa, Brazzaville.
Der Anleger der Fähre, die über den Fluss Kongo die Stadt Brazzaville mit der Hauptstadt der Demokratischen Republik Kongo, Kinshasa, verbindet, ist knapp 2 km entfernt und fußläufig in rund 20 Minuten erreichbar.

## Organisation
Es handelt sich bei der Botschaft um eine Kleinstvertretung. Dies bedeutet, dass konsularische Dienstleistungen und Visaerteilung von der Deutschen Botschaft Kinshasa (DR Kongo) erledigt werden, die die Botschaft Brazzaville auch in Verwaltungsangelegenheiten unterstützt. Die Botschaft wird mit ihrer beschränkten personellen Ausstattung lediglich in akuten Notsituationen deutscher Staatsangehöriger tätig.
Die Sachgebiete Politik, Wirtschaft, Kultur und Bildung werden in der Botschaft bearbeitet. Die Republik Kongo ist jedoch kein Partnerland bilateraler Entwicklungshilfe.

## Geschichte
Nachdem die französische Kolonie Kongo (Brazzaville) am 15. August 1960 unabhängig wurde, eröffnete die Bundesrepublik Deutschland noch am selben Tag ihre Botschaft. Das Personal wurde während des Bürgerkriegs im Juni 1997 abgezogen und die Botschaft am 11. Februar 1999 offiziell geschlossen. Die Botschaft in Kinshasa, am anderen Ufer des Flusses, übernahm die Pflege der bilateralen Beziehungen auf dem Wege der Doppelakkreditierung. Am 1. Oktober 2012 wurden die Beziehungen wieder aufgenommen und am 25. Januar 2013 fand die feierliche Einweihung der neuen Kanzlei statt. Es war gelungen, eine Vereinbarung mit Frankreich zu erzielen und die deutsche Kleinstvertretung in Räumlichkeiten der ehemaligen Kolonialmacht unterzubringen.
Die DDR eröffnete 1970 eine Vertretung in der damaligen Volksrepublik Kongo, die im Jahr 1990 mit Beitritt der DDR zur Bundesrepublik Deutschland geschlossen wurde. Die Botschaft betreut auch die seit 1975 bestehende Städtepartnerschaft zwischen Dresden (Sachsen) und Brazzaville, in deren Rahmen ein 2019 wieder aufgenommener Austausch größerer Delegationsbesuche einen Höhepunkt der bilateralen Beziehungen darstellt.